# Salvage Hunters
Salvage Hunters (Maestros de la Restauración en España) es un programa televisivo británico, donde el experto y comerciante Drew Pritchard recorre el país en búsqueda de antigüedades en tiendas, ferias y mansiones viejas para venderlas luego en línea o en su tienda localizada en Conwy, Gales.
El programa se emite desde 2011 y en España se puede ver en la cadena DKiss.

## Formato
En cada episodio Pritchard y su ayudante visitan dos o más ubicaciones donde buscan objetos.
El formato siempre es el mismo e incluye los siguientes pasos: el viaje en furgoneta, la llegada a la ubicación y la presentación del vendedor, la búsqueda de objetos interesantes, un duro y exigente regateo antes de la compra, el viaje de regreso a Conwy para mostrar la compra a su equipo y, finalmente, el proceso de restauración y fotografía de las antigüedades adquiridas.
Pritchard mantiene una extensa red de contactos por todo el Reino Unido, en mansiones campestres, grandes y pequeñas tiendas, almonedas, mercadillos, en incluso museos.
El equipo de Pritchard está compuesto de varios restauradores: un electricista, un pulidor, un fotógrafo y el personal de oficina que incluye a su exmujer Rebecca. Normalmente Drew viaja con su amigo “Tee" (John Tee), que actúa de conductor de la furgoneta.
La mascota del programa es su perro Enzo, el cual murió en 2019.

## Objetos
Pritchard se interesa sobre todo por mobiliario de los siglos XIX y XX, lámparas y pequeños objetos decorativos, pero a veces compra mercancías mucho más excéntricas como un expositor con un esqueleto humano dentro, un enorme abrevadero de piedra, planchas de litografía, etc.

## Spin Offs
- Salvage Hunters: Best Buys
- Salvage Hunters: Bitesize
- Salvage Hunters: The Restorers
- Salvage Hunters: Classic Cars
- Salvage Hunters: Design Classics[4]

## Países visitados en la serie
En algunos episodios Pritchard viaja a otros países para adquirir antigüedades extranjeras y revenderlas en el Reino Unido.
- Alemania
- Bélgica
- España
- Francia
- Irlanda
- Italia
- Noruega
- Países Bajos
- Portugal